# Salzbergkapelle

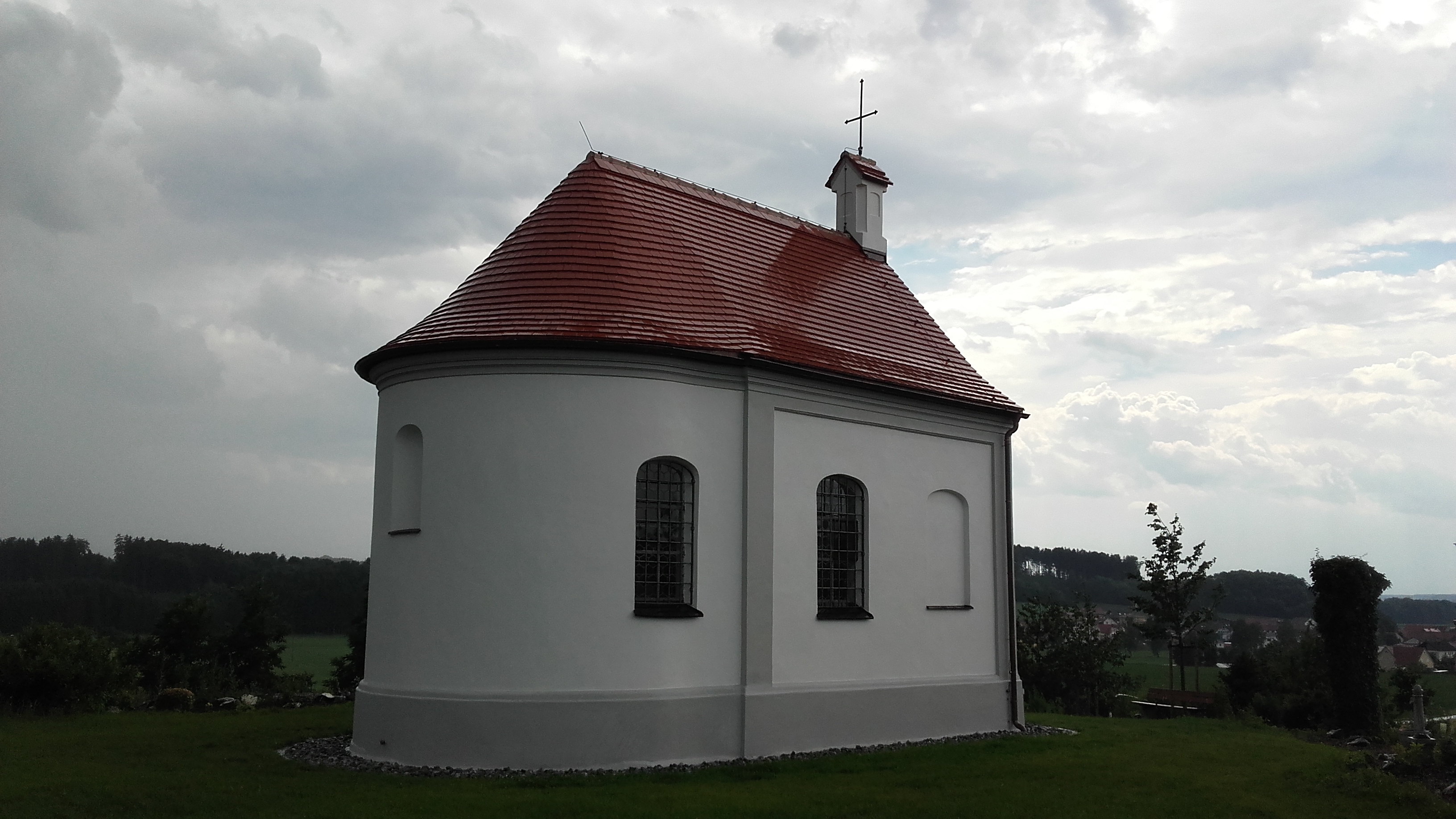
Blick auf die Nordseite der Salzbergkapelle (2017)

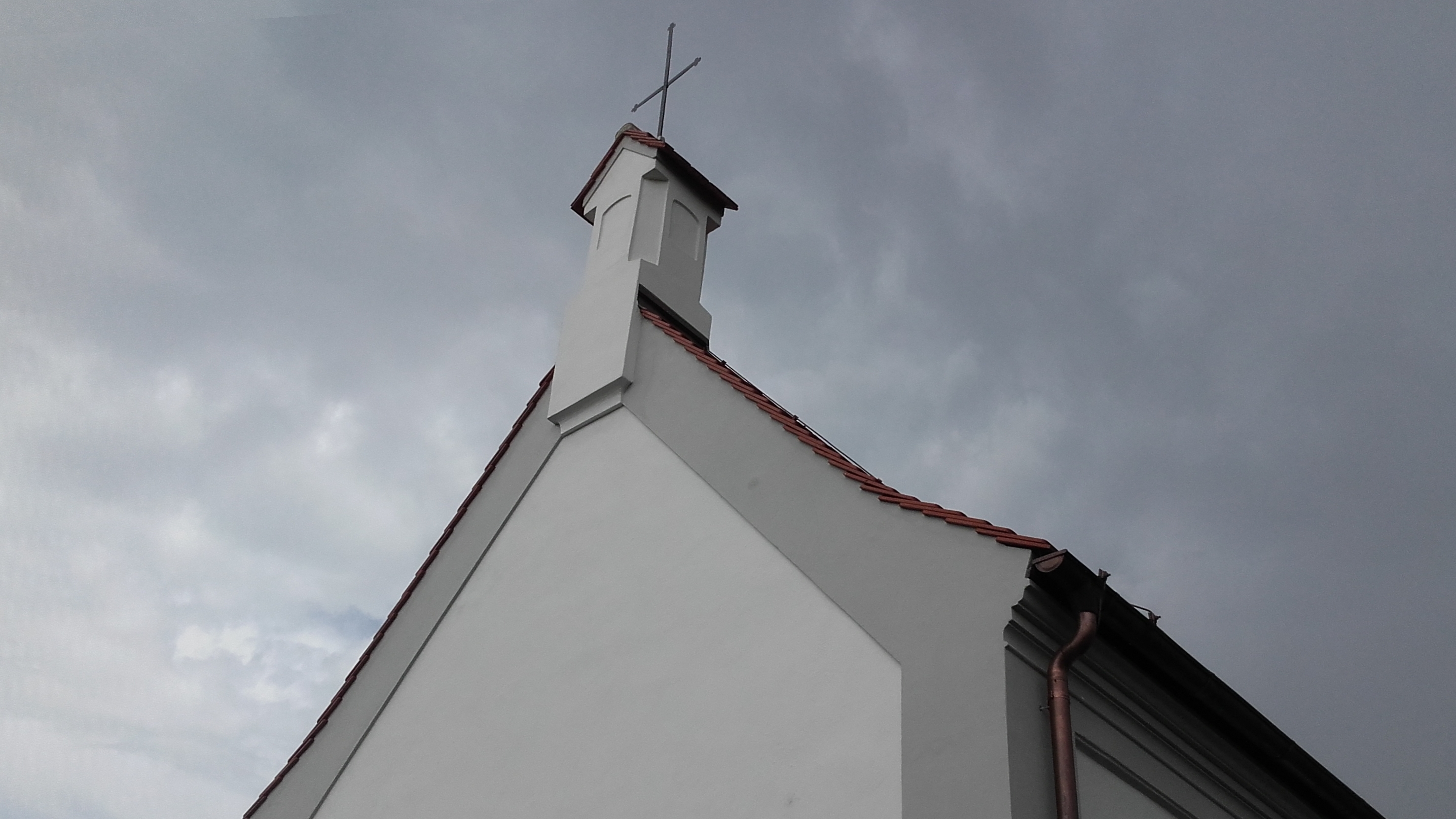
Dachreiter mit eisernem Kreuz auf der Westseite (2017)

Die Salzbergkapelle (eigentlich Katholische Kapelle zu Unserer Lieben Frau von den Sieben Schmerzen) ist eine katholische Feldkapelle, die Ende des 17. Jahrhunderts zwischen den Ortschaften Anwalting und Gebenhofen (Landkreis Aichach-Friedberg) auf dem Salzberg errichtet wurde. Sie ist als Baudenkmal in der Bayerischen Denkmalliste eingetragen.

## Geschichte
Über den Bau der Salzbergkapelle existieren im Wesentlichen zwei verschiedene Legenden. Eine Sage berichtet, dass ein Bauer beim Pflügen in seinem Acker ein Bild der Schmerzhaften Mutter Gottes gefunden und dieses dann auf dem Salzberg aufgestellt hat. Nach einer anderen Erzählung soll ein Anwaltinger Bauer um 1704 das Marienbild von seinem schwäbischen Freund erhalten und für dieses Bild auf seinem Feldhügel eine kleine Kapelle erbaut haben.
Historisch gesichert ist, dass ein Reiter zwischen Gebenhofen und Anwalting verunglückte. In seiner Not gelobte der Reiter, wenn ihm geholfen würde, am Unglücksort ein Bild der Schmerzhaften Mutter Gottes aufstellen zu lassen. Der Reiter überstand schließlich das Unglück, ließ daraufhin eine Muttergottesstatue anfertigen und wandte sich aus Dankbarkeit mit seinem Gelübde an die Augsburger Karmeliter. Die zwei Karmeliterpatres Mauritius à Natiuitate und Andreas à Jesu reisten daraufhin zum Gebenhofener Pfarrer Johann Wilhelm Schlickh und baten um Erlaubnis, die Statue aufstellen zu dürfen. Der Pfarrer willigte ein, nachdem er die Zustimmung des Generalvikars Hauser von Gleichenstroff eingeholt hatte. Gleichzeitig stellte der Probstbauer Hanns Wanner aus Anwalting mit Erlaubnis seiner Grundherrschaft (Hofmarksherrschaft zu Affing) seinen Acker für einen Kapellenbau zur Verfügung. 1694 erfolgte dann der Bau der Kapelle.
Wohl aufgrund des regen Zulaufs musste die Kapelle um das Jahr 1760 vergrößert werden. In diesem Zuge wurden auch die Ausstattung im Inneren verändert. Über die weitere Entwicklung der Kapelle in der Zeit der Säkularisation existieren keine Aufzeichnungen. Bekannt ist, dass im Jahre 1834 eine Restaurierung erfolgte. Knapp hundert Jahre später (1931) musste die Kapelle erneut aufgefrischt werden. In den darauffolgenden Jahren und Jahrzehnten kam die Kapelle jedoch zunehmend herunter. Anfang der 1980er Jahre bildete sich daher unter der Schirmherrschaft von Walter Althammer ein Verein zum Erhalt der Salzbergkapelle. Zwischen 1983 und 1985 wurden dann außen und innen umfangreiche Erneuerungsarbeiten durchgeführt.
In der Nacht vom 13. auf den 14. Mai 2015 zog ein Tornado der Stärke F3 über mehrere Orte der Landkreise Augsburg und Aichach-Friedberg hinweg. Dabei wurde das Dach der Kapelle vollkommen zerstört und das am Salzberg befindliche Wäldchen niedergelegt. Nach aufwendiger Sanierung erfolgte am 14. Mai 2017 die Wiedereinweihung der Kapelle mit einem Festgottesdienst und der Segnung durch Bischof Konrad Zdarsa.

## Architektur
Bei der Feldkapelle handelt es sich um einen zweijochigen Rechteckbau. Ostseitig ist eine halbkreisförmige Apsis angeschlossen. Auf der westlichen Außenwand sitzt ein zierlicher Giebelreiter mit eisernem Kreuz. Insgesamt vier Fenster erhellen den Innenraum der Kapelle. Der Zugang zum Langhaus befindet sich auf der Südseite, auf der gegenüberliegenden Nordseite ist ein Blindfenster angeordnet. In den Innenwänden sind mehrere Wandnischen eingetieft und die darüberliegende Innendecke ist leicht überwölbt ausgebildet. Das Dach war ursprünglich mit Schindeln aus Holz eingedeckt. Bei der Wiederherstellung zwischen 2015 und 2017 wurden dann rote Dachziegel verwendet.

## Ausstattung

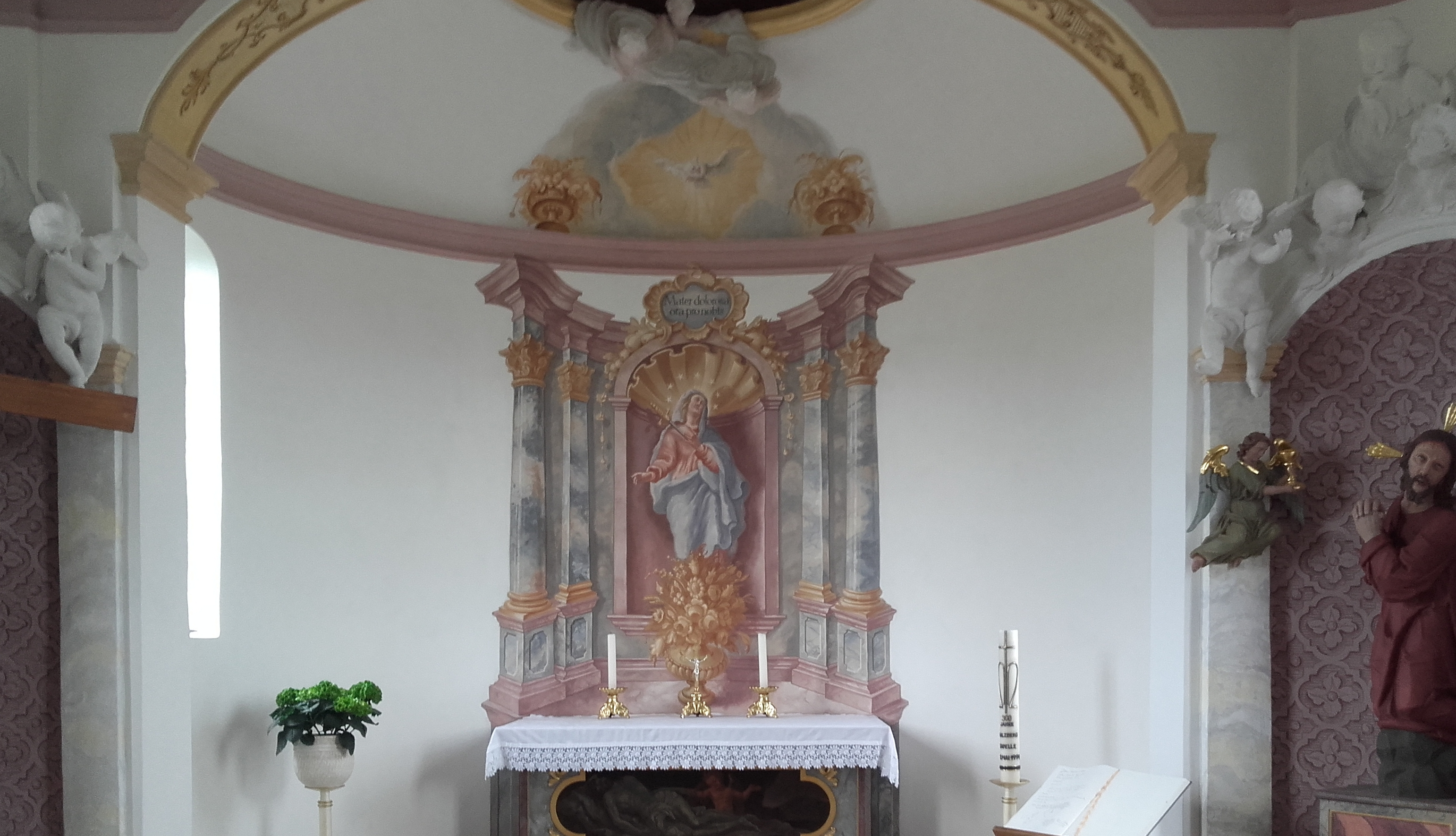
Blick auf das Altargemälde

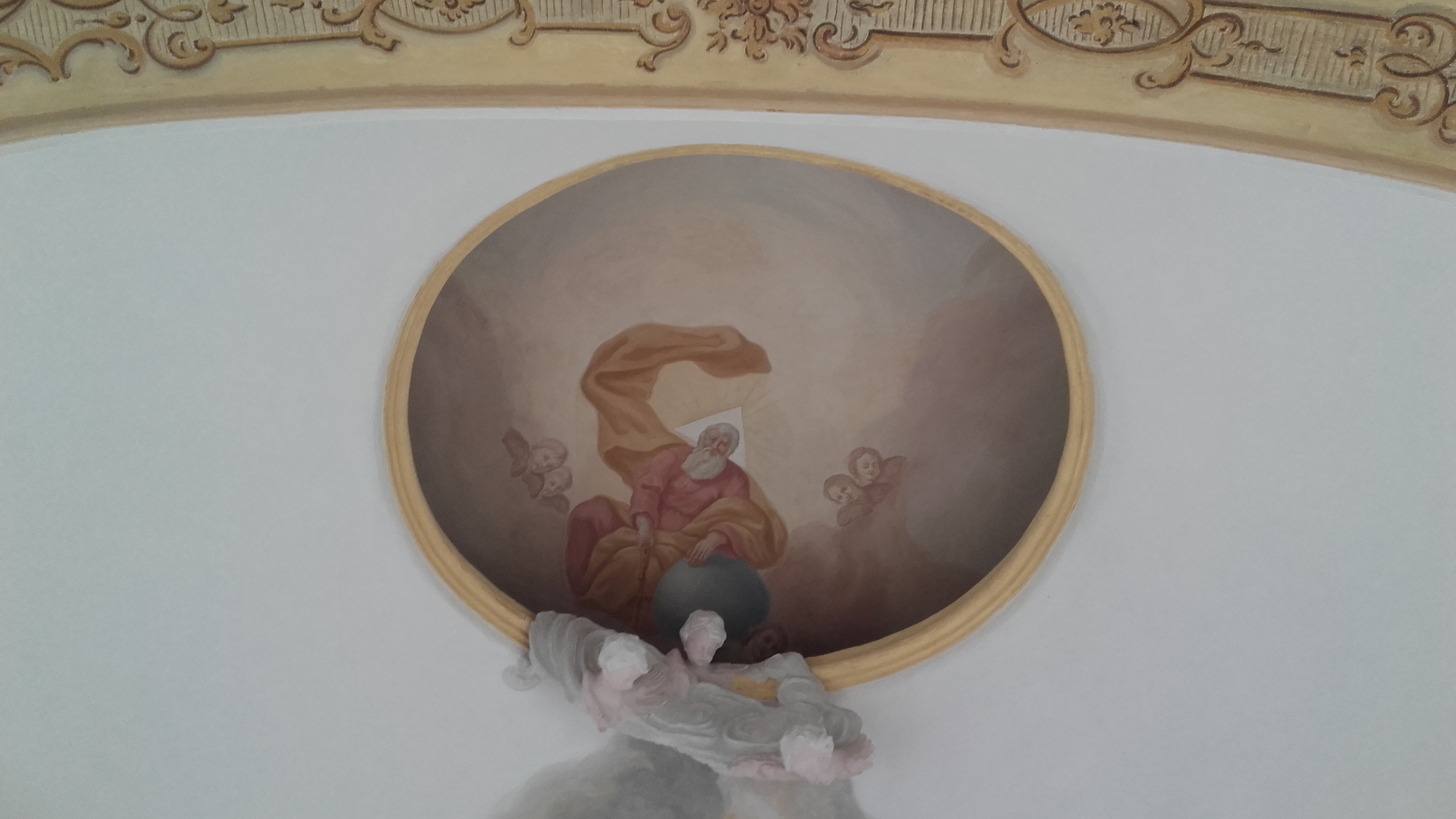
Deckenbild „Gottvater“ von Sigismund Reis

In der Apsis ist ein Hochaltar illusionistisch an die Wand gemalt. Darin mittig befindet sich das Bildnis der Mutter Gottes mit den Sieben Schmerzen. Es stammt von dem Kunstmaler Franz Kugelmann und wurde im Zuge der Renovierung Mitte der 1980er Jahre erstellt. Zuvor befanden sich dort zwei Passionsszenen, die 1931 von Rudolf Hotter angebracht worden waren.
Das an der Langhausdecke befindliche Fresko gestaltete ebenfalls Franz Kugelmann. Es zeigt Jesus zusammen mit seiner Mutter nach der Wiederauferstehung. Das Deckengemälde über dem Hochaltar dagegen stellt den Gottvater dar. Es wird angenommen, dass es bereits bei der Umgestaltung um das Jahr 1760 von Sigismund Reis angebracht wurde.
In der Kapelle befanden sich ursprünglich mehrere künstlerisch hochwertige Figuren. Dazu zählten die Schmerzhafte Muttergottes, Jesus am Ölberg, Jesus mit dem Kreuz, der hl. Petrus mit Hahn sowie die hl. Maria Magdalena als Büßerin. Es wird angenommen, dass alle Figuren von den Bildhauern Bartholomäus und Johann Kaspar Öberl (auch Eberl oder Eberle genannt) aus Friedberg stammen. Vater und Sohn fertigten die Figuren etwa zwischen 1720 und 1740 an. Nachdem 1964 zwei Engel entwendet wurden, verbrachte man die übrigen Figuren in die Filialkirche St. Andreas. Im Zuge der Sanierung zwischen 2015 und 2017 fertigte man Nachbildungen der Originalfiguren mittels 3D-Druck an und stellte diese in die Wandnischen der Kapelle. Über den Wandnischen sind stuckierte Puttengruppen angeordnet. Diese wurden wohl um das Jahr 1760 von Franz Xaver Feuchtmayer angebracht.
An der Nordseite vor dem Gotteshaus thront auf einem Sockel eine Statue der Schmerzhaften Mutter Gottes. Sie ist eine Nachbildung der hl. Maria aus den bereits erwähnten Figuren.